# Самбур (Росія)
Самбу́р (рос. Самбур, ерз. Самбур) — присілок у складі Торбеєвського району Мордовії, Росія. Входить до складу Нікольського сільського поселення.
Населення — 80 осіб (2010; 73 у 2002).
Національний склад станом на 2002 рік:
- росіяни — 92 %